# Shōgun: Total War
Pour les articles homonymes, voir Shogun (homonymie).
Shōgun: Total War est un jeu vidéo de stratégie au tour par tour et de tactique en temps réel développé par Creative Assembly et publié par Electronic Arts en juin 2000. Le jeu est le premier opus de la série des Total War se caractérisant par son mélange entre des phases de stratégie au tour par tour, lors desquels le joueur gère son empire province par province, et des phases d'affrontements tactiques se déroulant en temps réel dans un environnement en trois dimensions. L’action du jeu se déroule au Japon pendant la période du Sengoku-jidaï, le joueur incarnant un daimyo – un seigneur de guerre japonais – tentant de conquérir le pays et d’en devenir le shōgun. Pour cela, le joueur peut faire appel à la puissance de son armée mais aussi à la religion, à l’espionnage, à la diplomatie et à l’économie.
À sa sortie, le jeu est bien reçu par la presse spécialisée, qui souligne notamment le réalisme de ses batailles en temps réel et la profondeur de ses phases stratégique, malgré la présence de nombreux bugs. En 2001, le jeu a bénéficié d'une extension, baptisée The Mongol Invasion, retraçant les invasions mongoles du Japon entre 1274 et 1281. Son succès critique et commercial a ensuite pavé la voie à une série de jeux reprenant le même système de jeu à des époques et dans des régions différentes. Une suite, baptisé Total War: Shogun 2  et se déroulant également au Japon à la même période, a également été publiée en 2011.

## Trame
L’action du jeu se déroule au Japon pendant l'époque Sengoku-jidaï, une période d’instabilités entre le XVe siècle et le XVIIe siècle. Le pays est alors déchiré par les rivalités entre les daimyo, les seigneurs de guerres, tentant de conquérir le pays et d’en devenir le shōgun.

## Système de jeu
Shōgun: Total War est un jeu vidéo de stratégie dont l’objectif est de conquérir le Japon médiéval afin d’en devenir le shōgun. Pour cela, le joueur peut faire appel à la force mais aussi à la religion et à la diplomatie. Le jeu mélange des phases de stratégie au tour par tour, lors desquels le joueur gèrent les différentes provinces sous son contrôle et déplace ses armées, avec des phases combats tactiques en temps réel se déroulant sur des champs de batailles spécifiques.
Les phases stratégiques se déroulent sur une carte de campagne partagée entre sept factions jouables, représentant des clans japonais historiques, et des factions non jouables : les rebelles et les rōnin. Au début d’une partie, chaque clan contrôle un certain nombre de provinces correspondant à leur implantation historique. Ainsi, les îles Kyūshū et le sud-ouest de Honshū constituent le domaine des clans Shimazu, Mōri et Takeda, le centre de Honshū est contrôlé par les clans Oda et Imagawa et le nord est occupé par les clans Uesugi et Hōjō. Outre les territoires qu’ils contrôlent, les clans se différencient par des spécificités leur offrant des avantages dans certains domaines. Les espions du clan Imagawa sont ainsi plus efficaces alors que le clan Takeda dispose d’unités de cavalerie plus puissantes que les autres factions.

### Phase stratégique
La campagne principale de Shōgun: Total War permet au joueur de choisir l’une des factions jouables du jeu qu’il doit ensuite mener à la conquête du Japon médiéval. Chaque clan contrôle au départ un certain nombre de provinces historiques, chaque province disposant d’un château et d'un port si celle-ci est adjacente à la mer. Sur la carte de campagne, le joueur gère la construction des bâtiments ainsi que le recrutement et le déplacement de ses armées et de ses agents sur la carte, son objectif étant de défendre ses provinces et d’en conquérir de nouvelles. Pour cela, le joueur peut utiliser la force mais également jouer sur la diplomatie et l’économie ainsi que sur des moyens détournés comme l’espionnage ou le meurtre. Le mode campagne se déroule au tour par tour, chaque tour représentant une saison et permettant au joueur de réaliser toutes les actions relatives à sa faction, avant de laisser l’intelligence artificielle du jeu gérer les autres factions présentes sur la carte de campagne. Après quatre tours, une année passe et le daimyo et ses fils vieillissent. Le joueur doit veiller à ce qu'au moins un membre du clan survive car si le daimyo meurt de vieillesse, à la suite d'une bataille ou par seppuku et qu'il n'a pas d'héritier pour le remplacer, la partie est perdue.
Pour se développer, le joueur doit collecter des kokus grâce à trois bâtiments — les champs de riz, les ports et les mines — lui permettant de générer des revenus grâce aux taxes collectées dans les provinces et aux échanges commerciaux réalisés avec les provinces voisines. Les kokus lui permettent ensuite, dans les provinces qu'il contrôle, de construire des bâtiments, de recruter des unités ou d'améliorer son château afin de débloquer des constructions plus avancées. Outre les bâtiments ayant un impact sur l'économique de la province, le joueur a accès à de nombreux bâtiments militaire lui permettant de débloquer de nouveaux types d'unités. Les différents types d'unités militaires disposent de points forts et de points faibles et sont communs aux différentes factions, certaines unités ayant en revanche des spécificités en fonctions du clan auquel elles appartiennent. Outre les troupes armées, le joueur peut également recruter des unités non-militaires — les agents — pouvant agir sur la carte de campagne. Trois types d'agent sont ainsi disponibles : les émissaires, les espions et les assassins. Les émissaires peuvent être utilisés pour conduire des tâches diplomatiques, comme signer une alliance entre deux factions ou soudoyer une armée ennemie. De leur côté, les espions peuvent collecter des informations sur les provinces ou personnages adverses et les assassins peuvent tenter de tuer un général ou une unité ennemie.
La population de chaque province est caractérisée par sa loyauté envers le daymo. Si ce dernier augmente les taxes, la loyauté de son peuples diminue, alors que s'il baisse les taxes, construit un temple shinto ou déplace son armée dans la province, celle-ci augmente. Lorsque la loyauté d'une province passe en dessous d'un certain seuil, la population se révolte et un groupe de rebelles et de rönin revendique la province, forçant le joueur à les combattre afin de conserver le contrôle de son territoire. La religion du daimyo et de la population affecte également la loyauté, une province ayant une religion différente de celle du daimyo ayant tendance à être moins loyale à ce dernier.
Au cours d'une partie, de nombreux événements peuvent venir affecter une province, toutes les provinces contrôlées par le joueur ou le Japon tout entier. Un climat peu favorable aux récoltes ou une catastrophe naturelle affecte par exemple les revenus annuels générés par les provinces touchées. De son côté, l'arrivée des Européens au Japon en 1540 affecte l'ensemble des joueurs qui doivent alors choisir s'il veut faire du commerce avec les Portugais ou, plus tardivement, avec les Néerlandais afin de se procurer des armes à feu. Les échanges avec le Portugal nécessitent cependant de se convertir au christianisme, cette conversion affectant l'ensemble des provinces du daimyo et permettant de construire des églises. Une église contribue à convertir le peuple au christianisme plus rapidement et permet la création d'un prêtre jésuite qui effectue un travail similaire à celui de l'émissaire. Une fois que six églises ont été installées, une cathédrale peut être bâti dans un territoire comprenant une citadelle. Elle permet de collecter une dîme sur la population convertie au christianisme.

### Phase de combat
Les phases de combat se déroulent sur un champ de bataille représenté en trois dimensions. Deux armées s’y affrontent en temps réel jusqu’à la défaite ou la réédition de l’une d’entre elles. Ces phases de combats sont déclenchées lorsqu’un joueur ou l’intelligence artificielle déplace son armée sur une province tenue par une faction adverse, le joueur ayant alors l’option de jouer le combat ou d’autoriser l’ordinateur à en déterminer l’issue automatiquement. Avant le début de la bataille, l'armée attaquée peut choisir librement la disposition de son armée sur le champ de bataille. De son côté, les attaquants peuvent choisir le moment de l'attaque, et donc les conditions météorologiques, ainsi que la formation générale de l'armée.
Au cours de la bataille, chaque joueur contrôle une armée composée de différents types d’unités inspirées du Japon médiéval, incluant entre autres des fantassins armés de lances, des cavaliers, des archers mais aussi des samouraïs ou des arquebusiers. Chaque type d’unité dispose d’avantages et d’inconvénients dont le joueur doit profiter afin de remporter la victoire. Ainsi, les fantassins sont très efficaces contre la cavalerie mais leur lenteur et leur armure légère les rend particulièrement vulnérable contre les archers. Afin de bénéficier d’un avantage tactique, les joueurs peuvent également utiliser le terrain à leur avantage et assigné des formations adaptées à la situation à leurs troupes. En combattant, les unités gagnent de l’expérience – désigné sous le terme « honneur » – leur permettant de gagner en efficacité au fur et à mesure qu’elles progressent. Les unités sont également caractérisées par leur moral qui s’accroît lorsque la bataille tourne en leur faveur et diminue dans les situations difficile. En cas de lourdes pertes, le moral peu descendre suffisamment bas pour pousser les unités à la déroute, le joueur devant alors faire appel à son général pour tenter de les rallier afin qu’ils continuent à se battre. Les unités en déroute peuvent en effet être capturé puis restituées en échange d’une rançon, les généraux pouvant s’échanger contre des rançons plus élevées. Les sièges constituent également un aspect important des combats dans le jeu. Ces derniers se déclenchent lorsqu’un joueur décide d’attaque une armée s’étant retranché dans le château d’une province. L’attaquant doit alors trouver un moyen de percer les défenses du château avant d’engager et de vaincre l’armée adverse.

### Interface
Lors de la phase stratégique, la plus grande partie de l'écran est occupé par une carte représentant le Japon et ses provinces sur laquelle le joueur opère pour gérer les provinces qu'il contrôle ainsi que les déplacements de ses armées et de ses agents. En haut à gauche, se trouve ce qu'on appelle communément la mini-map et qui correspond à une carte de l'ensemble du Japon mettant en lumière les territoires contrôlés par chaque joueur.
- Les parchemins d'information :
  - Le parchemin militaire : la liste des armées en activité.
  - Le parchemin d'alliances : la liste des autres clans, précisant s'ils sont alliés, ennemis ou disparu.
  - Le parchemin d'économie : un rapport d'imposition sur chaque province. Elle indique également combien une province en dépense, et offre au joueur la possibilité d'augmenter ou de diminuer le pourcentage de taxation des provinces selon cinq niveaux.
  - Le parchemin des espions : la liste et l'état des unités stratégiques (émissaires, ninja, shinobi et geisha).
  - Le parchemin des héritiers : la liste des héritiers, leur âge et leur disposition à diriger une armée.
- La barre d'icônes contenant :
  - L'aide.
  - La salle du trône, la pièce où le daimyo dirige ses armées. Votre conseiller qui se trouve face à vous peut citer des passages de L'Art de la guerre de Sun Tzu si vous cliquez sur lui.
  - L'entraînement des unités, selon le territoire sélectionné, icône servant à la création d'unités.
  - La construction des bâtiments, selon le territoire sélectionné, icône destinée à la création de bâtiments.

### Modes de jeu
La campagne complète est le mode principal du jeu dans lequel le joueur tente de conquérir le Japon. Dans celui-ci, le joueur peut notamment choisir son clan, le niveau de difficulté et la date de départ de la campagne avant de commencer la partie. En plus de la campagne principale, le jeu propose également un mode de jeu se focalisant uniquement sur les phases de combats tactiques et permettant au joueur de contrôler une armée prédéterminée lors d’une bataille historique comme par exemple l’affrontement entre les forces de  Shingen Takeda et de Kenshin Uesugi lors de la 4e bataille de Kawanakajima. Enfin, un mode bataille personnalisé permet au joueur de créer ses propres batailles en choisissant le lieu, les conditions météorologiques, la difficulté ainsi que la composition des armées de chaque camp. Le jeu dispose également d’un mode multijoueur dans lequel jusqu’à sept joueur peuvent s’affronter en temps réel sur un champ de bataille. Dans celui-ci, les joueurs peuvent choisir leur faction et créer une armée qu’ils peuvent ensuite utiliser pour affronter d’autre joueur dans des batailles en réseau local ou sur Internet.

## Développement
Le développement de Shōgun: Total War est annoncé début 1999. The Creative Assembly est alors sous contrat avec Electronic Arts pour qui ils développent des jeux destinés à leur filière EA Sports. Le studio souhaite cependant mettre sur pied une deuxième équipe de développement afin de travailler sur un projet alternative ne présentant que peu de risque d'un point de vue financier. Influencé par le succès grandissant de  Command and Conquer, la nouvelle équipe – dirigée par Michael Simpson – décide de créer un jeu de stratégie en temps réel. Alors que le développement progresse, la popularité grandissante des cartes graphiques 3DFX pousse le studio à changer de fusil d'épaule et à s'orienter vers des graphismes en 3D plutôt qu'en 2D comme initialement prévu. D'abord sceptique sur l’intérêt de ce changement, Michael Simpson se rallie à l'idée lorsque l'équipe parvient à produire un environnement en trois dimensions adapté au gameplay du jeu. À partir de ce moment, la stratégie du studio change et le projet, initialement considéré comme secondaire, prend de l'importance. Les développeurs modifient alors l'angle de vue du jeu, passant d'une vue du dessus classique à une vue ou le joueur observe le champ de bataille par les yeux de son général, modifiant ainsi profondément le gameplay du jeu en limitant la distance de vue du joueur. Pour accompagner ce changement, les concepteurs décident de donner au jeu une approche plus réaliste en s'inspirant de la réalité historique pour concevoir les unités et les tactiques. Malgré ces améliorations, le jeu manque encore de substance, les développeurs trouvant les batailles en temps réel trop courtes et considérant qu'il faudrait quelque chose en plus afin de les liées entre elles et de leur donner de l'importance. Ils introduisent alors la carte de campagne avec l'objectif de donner au joueur une perspective stratégique plus large et un contexte pour les batailles en temps réel. Ils se mettent alors d'accord sur une trame s'inspirant du Japon médiéval et plus précisément de la période Sengoku. Cette époque est en effet jugé intéressante tout en offrant l'avantage de proposer de nombreuses factions qui auraient puent gagner la guerre et de nombreux changements majeurs comme l'arrivée des Européens et de la poudre à canon. Afin de garantir une certaine authenticité, le studio fait alors appel à Stephen Turnbull, un historien spécialisé dans les batailles de samouraïs. Ils s'inspirent également du film Jidaigeki de Akira Kurosawa et incorporent des éléments de The Art of War de Sun Tzu dans l'intelligence artificielle du jeu afin de rendre le comportement des joueurs contrôlés par l'ordinateur plus authentiques,.

## Versions et extension

### Versions
Une version de démonstration de Shōgun: Total War est publiée en janvier 2000. La version originale du jeu est publiée par Electronic Arts le 13 juin 2000.
Peu après la sortie de l'extension L'invasion Mongole en août 2001, Electronic Arts publie une compilation regroupant le jeu original et son extension. Celle-ci est publiée le 26 septembre 2001 en Europe et le 8 octobre en Amérique du Nord sous le titre Warlord Edition. Le 30 juin 2006, Sega publie une nouvelle compilation baptisée Total War: Eras. Celle-ci inclut Shōgun: Total War, Medieval: Total War, Rome: Total War et leurs extensions ainsi qu’un documentaire détaillant la création de la série.

### L'Invasion mongole
Le jeu a bénéficié d'une extension développé par The Creative Assembly et publiée par Electronic Arts le 8 août 2001 en Amérique du Nord et le 23 août en Europe. Baptisée L'Invasion mongole, celle-ci inclut notamment une nouvelle campagne retraçant une version fictive des invasions mongoles du Japon entre 1274 et 1281 lors desquels la flotte commandées par Kubilai Khan n'aurait pas été engloutie lors d'une tempête. Dans celle-ci, le joueur peut choisir d'incarner soit les Mongols, soit les Japonais. L'extension inclut également un nouveau mode de jeu, les campagnes historiques, permettent au joueur d’incarner un personnage historique au cours d’une série d’affrontements retraçant des événements historiques du Japon médiéval, comme la tentative d'unification du Japon par le jeune Nobunaga Oda. L'Invasion Mongole ajoutent également de nouvelles conditions de victoires, de nouvelles fonctionnalités et un nouveau bâtiment - le dojo de perfectionnement - permettant d'augmenter la manœuvrabilité et l'organisation des unités créés dans une province.

## Accueil
| Shōgun: Total War     |      |        |
| Média                 | Nat. | Notes  |
| Computer Gaming World | US   | 4.5/5  |
| Eurogamer             | GB   | 9/10   |
| Game Revolution       | US   | B      |
| GameSpot              | US   | 88%    |
| GameSpy               | US   | 90%    |
| Gen4                  | FR   | 4/6    |
| IGN                   | US   | 85%    |
| Jeuxvideo.com         | FR   | 17/20  |
| Joystick              | FR   | 90 %   |
| Compilations de notes |      |        |
| Metacritic            | US   | 84 %   |
| GameRankings          | US   | 87.1 % |

## Postérité
Surfant sur le succès de Shōgun: Total War, The Creative Assembly annonce le développement d’une extension dont la nouvelle campagne se focalise sur une invasion fictive du Japon par les Mongols. Cette dernière est publiée par Electronic Arts en août 2001 et connaît comme le jeu original un certain succès critique. Le studio commence ensuite le développement d'un nouveau titre transposant le système de jeu de Shōgun en Europe, en Afrique du Nord et au Moyen-Orient pendant une période du Moyen Âge allant de 1087 à 1453. Baptisé Medieval: Total War, celle-ci est publiée en août 2002 et connaît un succès critique et commercial encore plus important que son prédécesseur. Le studio continue alors de surfer sur le succès de la série en adaptant son concept à de nouvelles périodes historiques, incluant l'Antiquité et les Guerres napoléoniennes. Ils développent également une suite de Shogun, baptisée Total War: Shogun 2, couvrant la même période historique que le jeu original mais bénéficiant des améliorations apportés par les précédents opus de la série. Celui-ci est publié par Sega le 15 mars 2011 et a bénéficié de deux extensions.